# フリードリヒ・フォン・プロイセン (1794-1863)
フリードリヒ・フォン・プロイセン（Friedrich von Preußen, 1794年10月30日 - 1863年7月27日）は、プロイセン王国の王族・軍人。騎兵大将（General der Kavallerie）。
プロイセン王子ルートヴィヒの長男で、フリードリヒ・ヴィルヘルム3世の甥。

## 生涯
フリードリヒは1794年10月30日、プロイセン王子ルートヴィヒとその妃であったメクレンブルク＝シュトレーリッツ大公カール2世の娘フリーデリケの間に第一子としてベルリンで生まれた。全名はフリードリヒ・ヴィルヘルム・ルートヴィヒ（Friedrich Wilhelm Ludwig）。
1815年から死去する1863年まで、フリードリヒはプロイセン王国の第一胸甲騎兵連隊「グローサー・クールフュルスト」（Leib-Kürassier-Regiment „Großer Kurfürst“ (Schlesisches) Nr. 1）の司令官を務めていた。

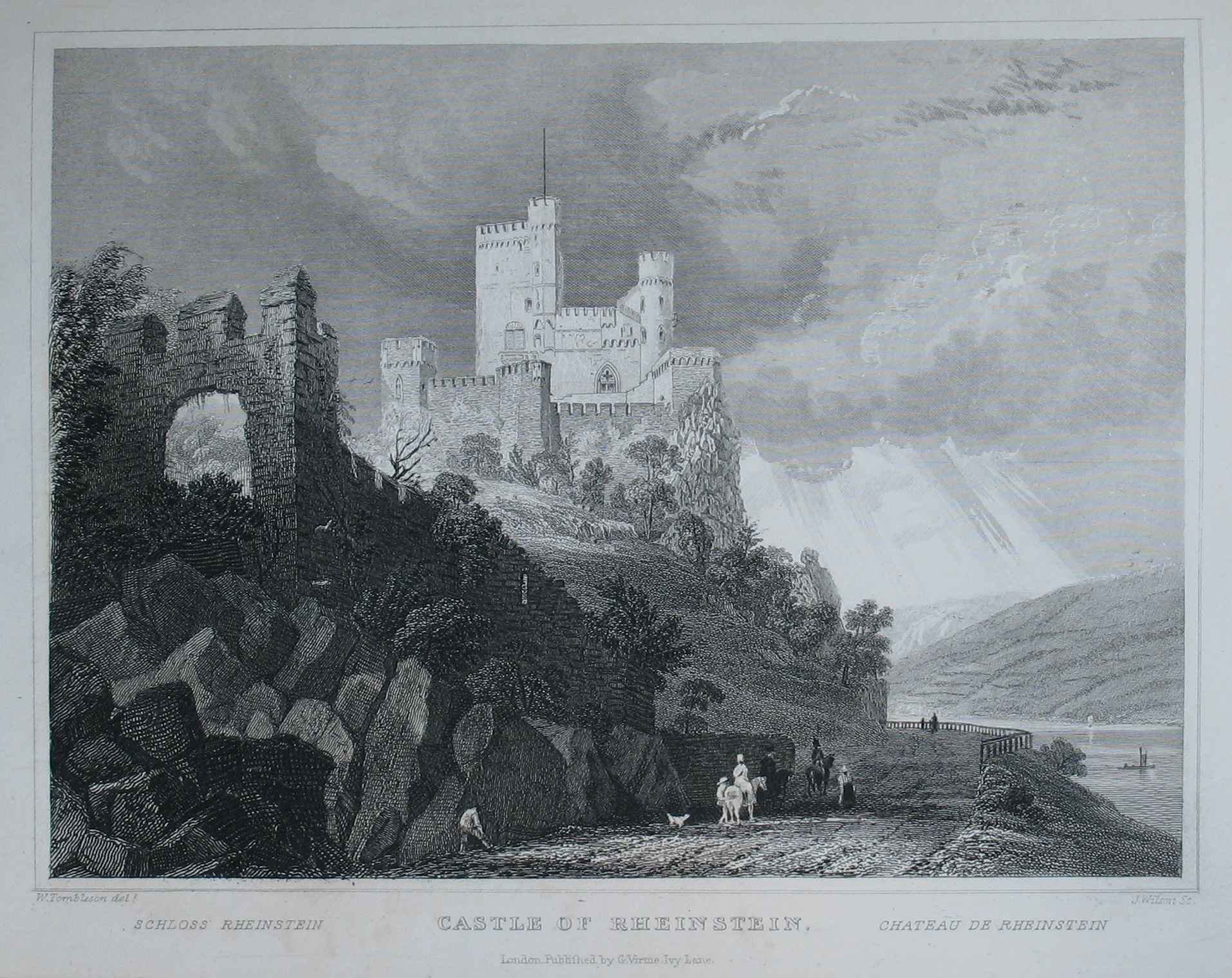
ラインシュタイン城（1840年頃）

フリードリヒは妃のルイーゼとともに文化の保護者としても知られ、任地のデュッセルドルフで芸術・音楽・演劇の協会を創設した。また従弟のフリードリヒ・ヴィルヘルム4世と同様に中世にライン川沿いに建てられた城にも興味を持っており、1815年にラインラントがプロイセン王国領となると、廃墟となっていたファッツベルク城を購入してゴシック・リヴァイヴァル建築様式で再建し、新しく「ラインシュタイン城」と命名した。
1842年4月20日、ドイツ系のテキサス州移民保護協会として結成されたマインツ貴族協会（Mainzer Adelsverein）にフリードリヒは参加しており、テキサス州のフレデリックスバーグは彼の名に由来する。
フリードリヒは1863年7月27日にベルリンで死去し、自身が建てたラインシュタイン城の礼拝堂の墓所に妃や次男とともに葬られている。

## 子女
フリードリヒは1817年11月21日にバレンシュテット城（現ザクセン＝アンハルト州ハルツ郡バレンシュテット）でアンハルト＝ベルンブルク公アレクシウス・フリードリヒ・クリスティアンの公女ルイーゼと結婚した。彼女との間には以下の二男をもうけた。
- フリードリヒ・ヴィルヘルム・ルートヴィヒ・アレクサンダー（英語版）（1820年 - 1896年）
- フリードリヒ・ヴィルヘルム・ゲオルク・エルンスト（英語版）（1826年 - 1902年）